# Więckowice (powiat tarnowski)
Więckowice – wieś w Polsce położona w województwie małopolskim, w powiecie tarnowskim, w gminie Wojnicz.
W 1595 roku wieś położona w powiecie nowosądeckim województwa krakowskiego była własnością starosty olsztyńskiego Joachima Ocieskiego. W latach 1975–1998 miejscowość należała administracyjnie do województwa tarnowskiego.
W Więckowicach, wzmiankowanych po raz pierwszy w 1349 roku, znajduje się dobrze zachowany dwór z 1846 roku należący niegdyś do rodziny Jordanów oraz figura św. Jana Nepomucena z 1818 roku. W parku podworskim rosną zabytkowe lipy drobnolistne uznane za pomnik przyrody. Przez wieś przepływają potoki Milówka i Więckówka.
W 2008 roku miejscowość liczyła 636 mieszkańców i miała powierzchnię 283,76 hektarów.

## Zabytki
Obiekt wpisany do rejestru zabytków nieruchomych województwa małopolskiego.
- Zespół dworsko-parkowy i folwarczny oraz dwór, park, pawilon, stela nagrobna, aleja dojazdowa z figurami św. Jana Nepomucena i św. Floriana, rządcówka, czworak, 2 stajnie, wolarnia, spichlerz, 2 stodoły, magazyn paszowy, jesiony na granicach folwarku.

Inne
- 16 kwietnia 2010 roku w Więckowicach posadzono 96 Dębów Pamięci upamiętniających ofiary katastrofy polskiego Tu-154 w Smoleńsku[5].